# Oxysophocarpin
Oxysophocarpin ist eine chemische Verbindung aus der Gruppe der Chinolizidin-Alkaloide und ein Oxid des Sophocarpin.

## Vorkommen

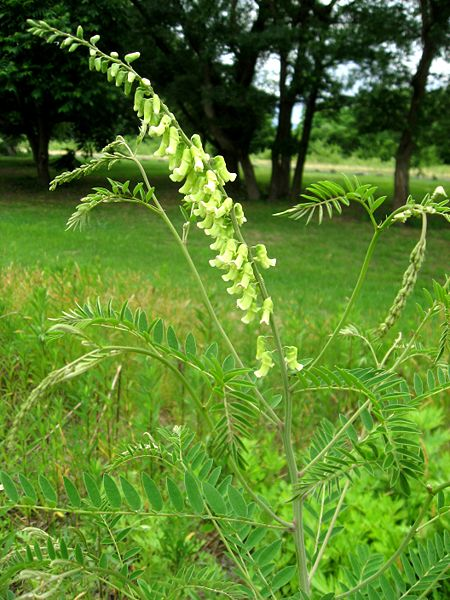
Sophora flavescens

Oxysophocarpin kommt natürlich in Sophora pachycarpa, Sophora alopecuroides und Sophora flavescens (Fabaceae) vor.

## Verwendung
Oxysophocarpin wird traditionell in der chinesischen Medizin gegen verschiedene Krankheiten, einschließlich neuronaler Störungen, eingesetzt.

## Externe Links zu erwähnten Verbindungen
1. ↑  Externe Identifikatoren von bzw. Datenbank-Links zu Oxysophocarpinpikrat:  CAS-Nr.: 26904-65-4, Wikidata: Q131107450.